# Neopilio
Neopilio is een geslacht van hooiwagens uit de familie Neopilionidae.
De wetenschappelijke naam Neopilio is voor het eerst geldig gepubliceerd door Lawrence in 1931. 

## Soorten
Neopilio is monotypisch en omvat slechts de volgende soort:
- Neopilio australis